# Diócesis de Katiola
La diócesis de Katiola (en latín: Dioecesis Katiolaensis y en francés: Diocèse de Katiola) es una circunscripción eclesiástica de la Iglesia católica en Costa de Marfil. Se trata de una diócesis latina, sufragánea de la arquidiócesis de Korhogo. Desde el 13 de mayo de 2023 su obispo es Honoré Beugré Dakpa.

## Territorio y organización
La diócesis tiene 32 832 km² y extiende su jurisdicción sobre los fieles católicos de rito latino residentes en el departamento de Ferkessédougou en el distrito de Savanes y los departamentos de Katiola y Dabakala en el distrito de Vallée du Bandama.
La sede de la diócesis se encuentra en la ciudad de Katiola, en donde se halla la Catedral de Santa Juana de Arco.
En 2021 en la diócesis existían 25 parroquias.

## Historia
La prefectura apostólica de Korogo fue erigida el 17 de noviembre de 1911 mediante el breve Quae Catholico del papa Pío X, obteniendo el territorio de la prefectura apostólica de Costa de Marfil (hoy arquidiócesis de Abiyán).
El 15 de mayo de 1952, en virtud de la bula Inter adversa del papa Pío XII, la prefectura apostólica fue elevada a vicariato apostólico, tomando el nombre de vicariato apostólico de Katiola.
El 14 de septiembre de 1955 el vicariato apostólico fue elevado a diócesis mediante la bula Dum tantis del papa Pío XII.
El 13 de septiembre de 1963 cedió una parte de su territorio para la erección de la diócesis de Abengourou mediante la bula Sacrum Consilium del papa Pablo VI.
El 15 de octubre de 1971 cedió otra parte de su territorio para la erección de la diócesis de Korhogo (hoy arquidiócesis) mediante la bula Christi mandatum del papa Pablo VI.
Originalmente sufragánea de la arquidiócesis de Abiyán, el 19 de diciembre de 1994 pasó a formar parte de la provincia eclesiástica de Korhogo.

## Estadísticas
Según el Anuario Pontificio 2022 la diócesis tenía a fines de 2021 un total de 107 187 fieles bautizados.
| Año                                                                             | Población            | Población | Población      | Sacerdotes | Sacerdotes    | Sacerdotes    | Bautizados por sacerdote | Diáconos permanentes | Religiosos | Religiosos | Parroquias |
| Año                                                                             | Bautizados católicos | Total     | % de católicos | Total      | Clero secular | Clero regular | Bautizados por sacerdote | Diáconos permanentes | Varones    | Mujeres    | Parroquias |
| ------------------------------------------------------------------------------- | -------------------- | --------- | -------------- | ---------- | ------------- | ------------- | ------------------------ | -------------------- | ---------- | ---------- | ---------- |
| 1949                                                                            | 11 021               | 1 000     | 1.1            | 22         | 22            |               | 500                      |                      |            | 17         | 10         |
| 1970                                                                            | 26 329               | 642 343   | 4.1            | 40         | 8             | 32            | 658                      |                      | 42         | 39         | 16         |
| 1980                                                                            | 28 900               | 312 000   | 9.3            | 27         | 5             | 22            | 1070                     |                      | 26         | 17         | 5          |
| 1990                                                                            | 37 170               | 354 500   | 10.5           | 26         | 8             | 18            | 1429                     |                      | 21         | 26         | 14         |
| 1999                                                                            | 48 942               | 490 000   | 10.0           | 26         | 9             | 17            | 1882                     |                      | 21         | 28         | 16         |
| 2000                                                                            | 48 935               | 498 000   | 9.8            | 29         | 14            | 15            | 1687                     |                      | 18         | 28         | 17         |
| 2001                                                                            | 49 655               | 498 000   | 10.0           | 33         | 18            | 15            | 1504                     |                      | 19         | 28         | 17         |
| 2002                                                                            | 51 075               | 544 776   | 9.4            | 41         | 27            | 14            | 1245                     |                      | 22         | 25         | 18         |
| 2006                                                                            | 52 124               | 547 251   | 9.5            | 41         | 32            | 9             | 1271                     |                      | 13         | 25         | 20         |
| 2013                                                                            | 68 500               | 585 000   | 11.7           | 44         | 39            | 5             | 1556                     |                      | 11         | 25         | 21         |
| 2016                                                                            | 91 500               | 651 000   | 14.1           | 48         | 40            | 8             | 1906                     |                      | 16         | 19         | 22         |
| 2019                                                                            | 105 187              | 750 380   | 14.0           | 47         | 39            | 8             | 2238                     |                      | 16         | 19         | 22         |
| 2021                                                                            | 107 187              | 999 245   | 10.7           | 51         | 43            | 8             | 2101                     |                      | 16         | 19         | 25         |
| Fuente: Catholic-Hierarchy, que a su vez toma los datos del Anuario Pontificio. |                      |           |                |            |               |               |                          |                      |            |            |            |

## Episcopologio
- Pierre Kernivinen, S.M.A. † (2 de enero de 1912-1919 renunció)
- Joseph Diss, S.M.A. † (8 de julio de 1921-1 de octubre de 1938 renunció)
- Edmond Édouard Wolff, S.M.A. † (7 de enero de 1939-4 de agosto de 1939 falleció)
- Louis Wach, S.M.A. † (9 de febrero de 1940-26 de abril de 1947 renunció)
- Emile Durrheimer, S.M.A. † (17 de octubre de 1947-7 de julio de 1977 renunció)
- Jean-Marie Kélétigui † (7 de julio de 1977-10 de octubre de 2002 renunció)
- Marie-Daniel Dadiet † (10 de octubre de 2002-19 de marzo[7] de 2004 nombrado arzobispo de Korhogo)
- Ignace Bessi Dogbo (19 de marzo de 2004-3 de enero de 2021 nombrado arzobispo de Korhogo)
  - Sede vacante (desde 2021)
- Honoré Beugré Dakpa, desde el 13 de mayo de 2023